# Jangipur
Jangipur (o Jahangirpur) è una suddivisione dell'India, classificata come municipality, di 74.464 abitanti, situata nel distretto di Murshidabad, nello stato federato del Bengala Occidentale. In base al numero di abitanti la città rientra nella classe II (da 50.000 a 99.999 persone).

## Geografia fisica
La città è situata a 24° 28' 0 N e 88° 4' 0 E e ha un'altitudine di 10 m s.l.m..

## Società

### Evoluzione demografica
Al censimento del 2001 la popolazione di Jangipur assommava a 74.464 persone, delle quali 38.185 maschi e 36.279 femmine. I bambini di età inferiore o uguale ai sei anni assommavano a 11.402, dei quali 5.810 maschi e 5.592 femmine. Infine, coloro che erano in grado di saper almeno leggere e scrivere erano 46.397, dei quali 25.957 maschi e 20.440 femmine.